# ستفیسبورگ
شهر ستفیسبورگ  در بخش تون در ایالت برن در کشور سوئیس واقع شده‌است که ۱۴٬۶۰۰ نفر جمعیت دارد.